# Imagem de disco
Imagem de disco consiste em um arquivo único contendo toda a estrutura e conteúdo de uma unidade de armazenamento digital de dados, seja um HD, CD, DVD, SSD ou outra. Uma imagem de disco geralmente é criada a partir da cópia setor-a-setor da mídia de origem, ignorando seus sistema de arquivos, e, dessa maneira, replicando perfeitamente a estrutura e o conteúdo da unidade de armazenamento.